# Liste der Naturdenkmale im Kreis Wesel
Im Kreis Wesel gibt es zahlreiche Naturdenkmale. Dazu zählen besondere Einzelbäume, Baumgruppen, Alleen, Findlinge und Quellbereiche, die durch ihre Seltenheit und Einzigartigkeit auffallen, oder die aus natur-, erd- und ortsgeschichtlichen Gründen von Bedeutung sind. Um ihren Erhalt sicherzustellen, sind sie nach § 22 Landschaftsgesetz des Landes Nordrhein-Westfalen (LG NW) geschützt, das 2017 durch das Landesnaturschutzgesetz Nordrhein-Westfalen (LNatSchG NRW) abgelöst wurde.
2003 wurde ein erster Teil an Naturdenkmalen im Kreis Wesel durch die sogenannte „Innenbereichverordnung“ unter Schutz gestellt. Die weiteren Eintragungen werden seitdem in den Landschaftsplänen vorgenommen, für die das Kreisgebiet in sieben Bereiche unterteilt wurde.
Die Liste der Naturdenkmale ist nicht statisch. So mussten in den letzten Jahren einige der denkmalgeschützten Bäume aufgrund von Krankheit oder Sturmschäden notgefällt werden. Dafür sind einige Einträge hinzugekommen, die in der aktuellen rechtskräftigen Liste noch nicht vertreten sind. Bürger der Gemeinden können potentielle Naturdenkmale vorschlagen und einen Antrag für die Aufnahme in den Landschaftsplan stellen.
Das herausragendste Naturdenkmal im Kreis Wesel war die bereits 1938 unter Schutz gestellte, bis zu 500 Jahre alte Kaisers Buche in Schwafheim, die 2015 gefällt wurde. Die Spätpappel bei Büderich, ein außergewöhnlich altes Exemplar, ist die dickste Pappel Deutschlands und einer der stärksten Bäume Nordrhein-Westfalens. Zu den ältesten Naturdenkmalen im Kreisgebiet zählt die Tausendjährige Eibe in Xanten.

## Liste der Naturdenkmale im Innenbereich
Am 17. Juli 2003 schützte der Kreis Wesel in 35 Einträgen diverse Objekte als Naturdenkmale. Die Naturdenkmalliste Innenbereiche wurde auf Basis der „Ordnungsbehördlichen Verordnung zum Schutz von Naturdenkmalen innerhalb der im Zusammenhang bebauten Ortsteile und des Geltungsbereiches der Bebauungspläne im Kreis Wesel“, kurz „Innenbereichsverordnung“, erlassen.
| Denkmal-Nummer | Ort / Lage                                            | Bezeichnung des ND        | Anzahl | Art                | Eingetragen seit | Schutzgrund                                             | Beschreibung | Bild                          |
| -------------- | ----------------------------------------------------- | ------------------------- | ------ | ------------------ | ---------------- | ------------------------------------------------------- | --- | ----------------------------- |
| ND 1           | Dinslaken-Hiesfeld Sterkrader Straße 14 Karte         | Findling                  | 1      | Granit             | 2003             | Seltenheit, Schönheit                                   | | BW                            |
| ND 2           | Dinslaken-Hiesfeld Holtener Straße 10 Karte           | Findling                  | 1      | Braunkohle-Quarzit | 2003             | Seltenheit                                              | | BW                            |
| ND 3           | Dinslaken-Hiesfeld Erlenstraße 22a Karte              | Findling                  | 1      | Granit             | 2003             | Seltenheit, Schönheit                                   | | BW                            |
| ND 4           | Hamminkeln-Ringenberg Hauptstraße 49 Karte            | Einzelbaum                | 1      | Hängerotbuche      | 2003             | Seltenheit, Eigenart, Schönheit                         | | Fotos hochladen               |
| ND 5           | Hamminkeln-Mehrhoog Bahnhofstraße 29 Karte            | Baumpaar                  | 1      | Blutbuche          | 2003             | Seltenheit, Schönheit                                   | | BW                            |
| ND 5           | Hamminkeln-Mehrhoog Bahnhofstraße 29 Karte            | Baumpaar                  | 1      | Blutbuche          | 2003             | Schönheit                                               | | BW                            |
| ND 6           | Hamminkeln-Marienthal An der Klosterkirche 8–10 Karte | Findlinge                 | 1      | Granit             | 2003             | Seltenheit, Schönheit                                   | | BW                            |
| ND 6           | Hamminkeln-Marienthal An der Klosterkirche 8–10 Karte | Findlinge                 | 1      | Granit             | 2003             | Seltenheit, Schönheit                                   | | BW                            |
| ND 7           | Hamminkeln-Brünen Rohstraße 46 Karte                  | Einzelbaum                | 1      | Winterlinde        | 2003             | Seltenheit, Schönheit                                   | | BW                            |
| ND 8           | Hünxe-Bruckhausen Waldweg Karte                       | Findling                  | 1      | Braunkohle-Quarzit | 2003             | Seltenheit, Eigenart, Schönheit                         | | BW                            |
| ND 9           | Hünxe-Bruckhausen Gottfried-Hesselmann-Platz 2 Karte  | Findling                  | 1      | Braunkohle-Quarzit | 2003             | Seltenheit, Eigenart, Schönheit                         | | BW                            |
| ND 10          | Hünxe-Gartrop-Bühl Riedgarten 4 Karte                 | Einzelbaum                | 1      | Stieleiche         | 2003             | Seltenheit, Schönheit                                   | | BW                            |
| ND 11          | Kamp-Lintfort-Kamp Rheinberger Straße Karte           | Findling                  | 1      | Granit             | 2003             | Seltenheit, Eigenart                                    | | Fotos hochladen               |
| ND 12          | Kamp-Lintfort-Kamp Rheinberger Straße Karte           | Einzelbaum                | 1      | Eibe               | 2003             | Seltenheit, Schönheit                                   | | Fotos hochladen               |
| ND 14          | Moers-Mitte Kastell 7d Karte                          | Bäume in einer Parkanlage | 1      | Ginkgo             | 2003             | Seltenheit, Schönheit                                   | | mehr Fotos \| Fotos hochladen |
| ND 14          | Moers-Mitte Schlosspark Karte                         | Bäume in einer Parkanlage | 1      | Platane            | 2003             | Seltenheit, Schönheit                                   | | mehr Fotos \| Fotos hochladen |
| ND 14          | Moers-Mitte Schlosspark Karte                         | Bäume in einer Parkanlage | 1      | Blutbuche          | 2003             | Seltenheit, Schönheit                                   | | mehr Fotos \| Fotos hochladen |
| ND 14          | Moers-Mitte Schlosspark Karte                         | Bäume in einer Parkanlage | 1      | Blutbuche          | 2003             | Seltenheit, Schönheit                                   | | mehr Fotos \| Fotos hochladen |
| ND 14          | Moers-Mitte Schlosspark Karte                         | Bäume in einer Parkanlage | 1      | Mammutbaum         | 2003             | Seltenheit, Schönheit                                   | | mehr Fotos \| Fotos hochladen |
| ND 14          | Moers-Mitte Schlosspark Karte                         | Bäume in einer Parkanlage | 1      | Sumpfzypresse      | 2003             | Seltenheit, Schönheit                                   | | mehr Fotos \| Fotos hochladen |
| ND 14 (ehem.)  | Moers-Mitte Schlosspark Karte                         | Bäume in einer Parkanlage | 1      | Sumpfzypresse      | 2003             | Seltenheit, Schönheit                                   | Die Sumpfzypresse wurde am 22. Februar 2016 aufgrund eines Pilzbefalls gefällt Alter: über 100 Jahre; Höhe: 33 m; Stammumfang: 3,26 m; Kronendurchmesser: 8 m | BW                            |
| ND 14          | Moers-Mitte Schlosspark Karte                         | Bäume in einer Parkanlage | 1      | Roteiche           | 2003             | Seltenheit, Schönheit                                   | | mehr Fotos \| Fotos hochladen |
| ND 15 (ehem.)  | Moers-Schwafheim Heideweg 97a Karte                   | Einzelbaum                | 1      | Kopfrotbuche       | 2003             | landeskundliche Gründe, Seltenheit, Eigenart, Schönheit | Die überregional bedeutsame, bis zu 500 Jahre alte „Kaisers Buche“ wurde am 10./11. August 2015 gefällt | mehr Fotos \| Fotos hochladen |
| ND 16          | Moers-Kapellen Bendmannstraße 5 Karte                 | Baumgruppe                | 1      | Eibe               | 2003             | Schönheit                                               | | mehr Fotos \| Fotos hochladen |
| ND 16          | Moers-Kapellen Bendmannstraße 5 Karte                 | Baumgruppe                | 1      | Eibe               | 2003             | Schönheit                                               | | mehr Fotos \| Fotos hochladen |
| ND 16          | Moers-Kapellen Bendmannstraße 5 Karte                 | Baumgruppe                | 1      | Eibe               | 2003             | Schönheit                                               | | mehr Fotos \| Fotos hochladen |
| ND 16          | Moers-Kapellen Bendmannstraße 5 Karte                 | Baumgruppe                | 1      | Eibe               | 2003             | Schönheit                                               | | mehr Fotos \| Fotos hochladen |
| ND 17          | Moers-Kapellen Moerser Straße 4 Karte                 | Baumreihe                 | 1      | Eibe               | 2003             | Seltenheit, Schönheit                                   | Die Eiben wurden am Ostrand des ehemaligen Friedhofs während der Amtszeit von Pfarrer Johann Heinrich Mische (1759 – 1813) gepflanzt und gingen als die „12 Apostel“ in die Dorfgeschichte ein, der erste Baum, der einging, wurde dementsprechend „Judas Ischariot“ genannt. | mehr Fotos \| Fotos hochladen |
| ND 17          | Moers-Kapellen Moerser Straße 4 Karte                 | Baumreihe                 | 1      | Eibe               | 2003             | Seltenheit, Schönheit                                   | siehe oben | mehr Fotos \| Fotos hochladen |
| ND 17          | Moers-Kapellen Moerser Straße 4 Karte                 | Baumreihe                 | 1      | Eibe               | 2003             | Seltenheit, Schönheit                                   | siehe oben | mehr Fotos \| Fotos hochladen |
| ND 17          | Moers-Kapellen Moerser Straße 4 Karte                 | Baumreihe                 | 1      | Eibe               | 2003             | Seltenheit, Schönheit                                   | siehe oben | mehr Fotos \| Fotos hochladen |
| ND 17          | Moers-Kapellen Moerser Straße 4 Karte                 | Baumreihe                 | 1      | Eibe               | 2003             | Seltenheit, Schönheit                                   | siehe oben | mehr Fotos \| Fotos hochladen |
| ND 17          | Moers-Kapellen Moerser Straße 4 Karte                 | Baumreihe                 | 1      | Eibe               | 2003             | Schönheit                                               | siehe oben | mehr Fotos \| Fotos hochladen |
| ND 18          | Moers-Kohlenhuck Plißstraße 42 Karte                  | Einzelbaum                | 1      | Rotbuche           | 2003             | Seltenheit, Schönheit                                   | | BW                            |
| ND 19          | Neukirchen-Vluyn-Vluyn Niederrheinallee 346 Karte     | Einzelbaum                | 1      | Blutbuche          | 2003             | Seltenheit, Schönheit                                   | | Fotos hochladen               |
| ND 20 (ehem.)  | Neukirchen-Vluyn-Neukirchen Niederrheinallee 57 Karte | Einzelbaum                | 1      | Stieleiche         | 2003             | landeskundliche Gründe, Schönheit                       | Die Friedenseiche von 1872 wurde am 28. April 2016 aufgrund eines Pilzbefalls gefällt | BW                            |
| ND 21          | Rheinberg-Budberg Eversaeler Straße 45 Karte          | Einzelbaum                | 1      | Platane            | 2003             | Seltenheit, Schönheit                                   | | Fotos hochladen               |
| ND 22          | Rheinberg-Orsoy Egerstraße 3 Karte                    | Einzelbaum                | 1      | Blutbuche          | 2003             | Schönheit                                               | Die andere denkmalgeschützte Buche vor der Kirche wurde im Oktober 2012 wegen Pilzbefall gefällt. | Fotos hochladen               |
| ND 23          | Schermbeck-Altschermbeck Im Trog 67 Karte             | Einzelbaum                | 1      | Rotbuche           | 2003             | Seltenheit, Schönheit                                   | | BW                            |
| ND 24          | Schermbeck-Damm Alte Landstraße Karte                 | Einzelbaum                | 1      | Rosskastanie       | 2003             | Schönheit                                               | | BW                            |
| ND 25          | Schermbeck Mittelstraße 84 Karte                      | Einzelbaum                | 1      | Eibe               | 2003             | Seltenheit, Eigenart, Schönheit                         | | BW                            |
| ND 26          | Schermbeck-Altschermbeck Prozessionsweg 10 Karte      | Baumgruppe                | 1      | Winterlinde        | 2003             | Seltenheit, Schönheit                                   | | BW                            |
| ND 26          | Schermbeck-Altschermbeck Prozessionsweg 10 Karte      | Baumgruppe                | 1      | Winterlinde        | 2003             | Seltenheit, Schönheit                                   | | BW                            |
| ND 26          | Schermbeck-Altschermbeck Prozessionsweg 10 Karte      | Baumgruppe                | 1      | Edelkastanie       | 2003             | Seltenheit, Schönheit                                   | | BW                            |
| ND 27          | Voerde-Götterswickerhamm Unterer Hilding Karte        | Einzelbaum                | 1      | Winterlinde        | 2003             | landeskundliche Gründe, Schönheit                       | | BW                            |
| ND 28          | Wesel Caspar-Baur-Straße Karte                        | Einzelbaum                | 1      | Blutbuche          | 2003             | Seltenheit, Schönheit                                   | | BW                            |
| ND 29          | Wesel-Fusternberg An de Tent 1–3 Karte                | Einzelbaum                | 1      | Eibe               | 2003             | Seltenheit, Schönheit                                   | | BW                            |
| ND 30          | Xanten-Vynen Kirchstraße Karte                        | Einzelbaum                | 1      | Robinie            | 2003             | Seltenheit, Schönheit                                   | | BW                            |
| ND 31          | Xanten-Marienbaum Emil-Underberg-Straße 25 Karte      | Einzelbaum                | 1      | Stieleiche         | 2003             | Seltenheit, Schönheit                                   | | BW                            |
| ND 32          | Xanten-Marienbaum Friedhof Karte                      | Einzelbaum                | 1      | Stieleiche         | 2003             | Schönheit                                               | | BW                            |
| ND 33          | Xanten Bahnhofstraße 5 Karte                          | Baumpaar                  | 1      | Platane            | 2003             | Schönheit                                               | | BW                            |
| ND 33          | Xanten Bahnhofstraße 5 Karte                          | Baumpaar                  | 1      | Platane            | 2003             | Schönheit                                               | | BW                            |
| ND 34          | Xanten Antoniusstraße Karte                           | Einzelbaum                | 1      | Eibe               | 2003             | Seltenheit, Schönheit                                   | | BW                            |
| ND 35          | Xanten Karthaus 14 Karte                              | Einzelbaum                | 1      | Eibe               | 2003             | Schönheit                                               | Alter: ca. 1000 Jahre | mehr Fotos \| Fotos hochladen |

## Liste der Naturdenkmale in den Landschaftsplänen
Der Kreis Wesel umfasst sieben Landschaftspläne, die bis 2013 nach den Kriterien der kooperativen Landschaftsplanung aufgestellt wurden. Die Liste der Naturdenkmale, die durch diesen Landschaftspläne geschützt sind, ist in die folgende Regionen unterteilt:
- Liste der Naturdenkmale in Alpen und Rheinberg (Rechtskraft seit 27. April 2009)
- Liste der Naturdenkmale in Dinslaken und Voerde (Rechtskraft seit 27. April 2009)
- Liste der Naturdenkmale im Raum Hamminkeln (Rechtskraft seit 27. Dezember 2004)
- Liste der Naturdenkmale in Hünxe und Schermbeck (Rechtskraft seit 27. Dezember 2004)
- Liste der Naturdenkmale in Kamp-Lintfort, Moers und Neukirchen-Vluyn (Rechtskraft seit 11. August 2013)
- Liste der Naturdenkmale in Sonsbeck / Xanten (Rechtskraft seit 27. Dezember 2004)
- Liste der Naturdenkmale in Wesel (Rechtskraft seit 27. April 2009)

## Weitere Eintragungen von Naturdenkmalen
Im Kreis Wesel gibt es weitere Objekte, die nachweislich unter Naturschutz gestellt wurden, aber noch nicht in aktualisierten Landschaftsplänen veröffentlicht sind. Die folgende Tabelle bietet eine unvollständige Übersicht über diese Naturdenkmale:
| Denkmal-Nummer | Ort / Lage                                     | Bezeichnung des ND | Anzahl | Art          | Eingetragen seit | Schutzgrund                                   | Beschreibung | Bild                          |
| -------------- | ---------------------------------------------- | ------------------ | ------ | ------------ | ---------------- | --------------------------------------------- | --- | ----------------------------- |
| ND             | Rheinberg Alpsrayer Straße 23 Karte            | Einzelbaum         | 1      | Rotbuche     |                  | Seltenheit, Eigenart, Schönheit               | Die Unterschutzstellung der Rotbuche, die sich unmittelbar am denkmalgeschützten Tekkenhof befindet, wurde bereits 2003 in der Innenbereichverordnung geplant und wird zwischenzeitlich durch eine Eintragung im Geoportal Niederrhein belegt. | BW                            |
| ND             | Wesel-Lippedorf Hindenburgstraße 46 Karte      | Einzelbaum         | 1      | Edelkastanie |                  | Seltenheit, Eigenart                          | Die Unterschutzstellung der Edelkastanie wurde bereits 2003 in der Innenbereichverordnung geplant und wird zwischenzeitlich durch eine Eintragung im Geoportal Niederrhein belegt.                                                             | BW                            |
| ND             | Rheinberg-Eversael Grafschafter Straße 5 Karte | Einzelbaum         | 1      | Stieleiche   | 2013             | landeskundliche Gründe, Seltenheit, Schönheit | Die Unterschutzstellung der „Friedenseiche“ von 1871 wurde bereits 2003 in der Innenbereichverordnung geplant und 2013 durch die Lokalpresse bestätigt.                                                                                        | mehr Fotos \| Fotos hochladen |